# Ширнин-Волков, Леонид Николаевич
Ширни́н-Во́лков, Леони́д Никола́евич (28 августа 1943, Крутое — 3 апреля 2018, Липецк) — советский и российский поэт, романист и художник.

## Биография
Отец, Николай Антонович Ширнин (1921-1990) участвовал в Великой Отечественной войне, но после ранения в 1943 году был комиссован, после войны преподавал в школе немецкий и русский языки, а также литературу. Мать, Нина Сосипатровна (в девичестве Мячина, род. 1925), с 1941 года работала в сельсовете. Ширнин с детства начал заниматься литературой и живописью. После окончания сельской школы уехал в Липецк, поступил в Липецкое медицинское училище, которое закончил с отличием. Однако по специальности работать не стал, в 1964 Ширнин поступил в Курский государственный педагогический институт. После окончания художественно-графического факультета, он работал художником-оформителем и занимался реставрацией икон и церквей.
В 1966 году, благодаря знакомству с поэтами Адольфом Беляевым, Иваном Лысцовым и Николаем Рубцовым, давшим рекомендательные письма, Леонид Николаевич Ширнин вступает в союз писателей СССР.
Регулярно публиковался в журналах «Подъем», «Нева», в коллективных сборниках, позднее в журналах "Наш современник" и "Петровский мост".
В 1981 году выходит его первая книга стихов под названием "Яруга", она была опубликована издательством "Современник" в Москве, положительную рецензию на сборник дал Иван Лысцов.
В 2003 году в Липецке появилась его вторая книга "Молитвы любви", а в 2012 году - третья книга "Липецкая весна". Стихи Леонида Ширнина были включены в антологию "Писатели Липецкого края. Антология. XXI век" (2015 год).
С 1992 года Леонид Ширнин был членом Союза писателей России. Он был удостоен премии имени Е. И. Замятина в номинации "Поэзия" за книгу "Молитвы любви" в 2011 году. Поэт проживал в Липецке и скончался 3 апреля 2018 года.